# Diecezja Thanh Hóa
Diecezja Thanh Hóa – diecezja rzymskokatolicka w Wietnamie. Powstała w 1932 jako wikariat apostolski. Diecezja od 1960.

## Lista biskupów
- Louis-Christian-Marie de Coomann † (1932 - 1960)
- Pierre Phạm Tần † (1960 - 1990)
  - Sede vacante (1990-1994)
- Barthélémy Nguyễn Sơn Lâm † (1994 - 2003)
- Joseph Nguyễn Chí Linh (2004 - 2016)
- Joseph Nguyễn Đức Cường (od 2018)